# Antrostomus ekmani
Noitibó-dominicano-grande ou bacurau-haitiano, Antrostomus ekmani ou Caprimulgus ekmani é uma espécie de noitibó da família Caprimulgidae; alguns autores consideram-na como uma subespécie do Antrostomus cubanensis.
Pode ser encontrada na República Dominicana e no Haiti.